# Zelotes spadix
Zelotes spadix är en spindelart som först beskrevs av Ludwig Carl Christian Koch 1866.  Zelotes spadix ingår i släktet Zelotes och familjen plattbuksspindlar. Inga underarter finns listade i Catalogue of Life.